# 石川宗敬
石川 宗敬（いしかわ むねたか）は、江戸時代前期の伊達氏一門・角田石川家第3代当主。

## 生涯
慶長12年（1607年）5月3日、陸奥国伊具郡角田要害にて石川義宗の子として誕生した。幼名は熊増丸。同15年（1610年）、父の義宗が病により死去したが、熊増丸はまだ幼少であったため、祖父の昭光が後見人として政務を執った。元和2年（1616年）に元服し、主君の伊達政宗より宗の一字を賜り、宗昭と改称した。同5年（1619年）2月、伊達政宗の娘の牟宇姫を妻に迎えた。同7年（1621年）正式に家督を継ぎ、角田石川氏第3代当主となった。このとき2千石を加増され、合高1万2千石となった。
寛永元年（1624年）5月6日、伊達成実・伊達宗利と共に伊達政宗の朝茶会に出席した記録が残る。同5年（1628年）、祖父の昭光の法要に際して金鶏山昭光寺を建立した。同6年（1629年）5月6日、伊達成実と共に、政宗の屋敷の新築を祝うための茶会に出席した。同7年（1630年）12月、嫡子の宗弘が産まれた。寛永13年（1636年）4月、義父でもあった政宗が危篤となり、急ぎ江戸に赴いたが、途中で政宗逝去の知らせを受け角田に戻った。同14年（1637年）6月、大雨により阿武隈川が氾濫し土手が決壊し、大洪水が発生したため、石川氏の領内でも多数の死亡者が出た。同16年～18年（1638年～1641年）、阿武隈川の治水工事を行った。この堤防工事は総延長2千792間に及び、その後の領地内の野谷地（湿地帯）開発の元となった。
正保元年（1644年）刈田郡湯原邑を賜り、藩境湯原館勤番を命ぜられたため、石川家は在番を置いて大境警護にあたった。同3年（1646年）嫡子の宗弘に家督を譲り、宗敬は隠居となった。領内の稲置邑館林に住した。
寛文8年（1668年）10月16日、病により没した。享年62。